# Maurice Piat
Maurice Evenor Piat C.S.Sp. (sinh 1941) là một Hồng y người Mauritius của Giáo hội Công giáo Rôma. Ông hiện đảm nhận vị trí Giám mục chính tòa Giáo phận Port-Louis. Ông nguyên là Chủ tịch Liên Hội đồng Giám mục Ấn Độ Dương trong các giai đoạn 1996 - 2002 và 2013 - 2016.

## Tiểu sử
Hồng y Piat sinh ngày 19 tháng 7 năm 1941 tại Moka, Mauritius. Sau quá trình tu học, ngày 2 tháng 8 năm 1970, ông được thụ phong linh mục cho Dòng Thánh Linh.
Ngày 21 tháng 1 năm 1991, Tòa Thánh loan tin chọn linh mục Piat làm Giám mục Phó Giáo phận Port-Louis. Lễ tấn phong cho tân giám mục được cử hành ngày 19 tháng 5 cùng năm, bởi các vị chủ sự nghi thức gồm: Hồng y Jean Margéot - Giám mục chính tòa Port-Louis và ba giám mục phụ phong: Gilbert Guillaume Marie-Jean Aubry, Giám mục chính tòa Giáo phận Saint-Denis-de-La Réunion; Giám mục Alphonsus Mathias, Tổng giám mục Tổng giáo phận Bangalore, Ấn Độ và Tổng giám mục Maurice Noël Léon Couve de Murville, Tổng giám mục Birmingham, Anh. Tân giám mục chọn cho mình khẩu hiệu:Pousse vers le large. Không lâu sau đó, ngày 15 tháng 2 năm 1993, ông kế vị chức vị Giám mục chính tòa Giáo phận Port-Louis. Từ năm 1996 đến năm 2002, ông là Chủ tịch Liên Hội đồng Giám mục Ấn Độ Dương. Ông tái đắc cử chức vị này ăm 2013 và giữ đến tháng 9 năm 2016.
Trong Công nghị Hồng y 2016 cử hành ngày 19 tháng 11, Giáo hoàng Phanxicô bất ngờ loan báo việc vinh thăng Giám mục Piat tước Hồng y Nhà thờ Santa Teresa al Corso d’Italia.